# Исак Комнин Кипарски
Исак Комнин Кипарски (грчки: Ἰσαάκιος Κομνηνός; око 1155—1195/6) је био владар Кипра током Трећег крсташког рата. Узурпирао је царску круну 1185. године током владавине Андроника I Комнина.

## Долазак на власт
Византијски историчар Никита Хонијат оставио је податке о животу Исака Комнина. Био је син члана породице Дука Каматер који је био ожењен Ирином Комнин, ћерком Исака Комнина, млађег сина Јована II. Исак се оженио јерменском принцезом. Цар Манојло I Комнин (1143-1180) га је поставио за гувернера Изаурије и града Тарса. Тамо је Исак отпочео рат са Јерменским краљевством Киликијом. У рату је заробљен. Након Манојлове смрти, нико није био заинтересован за Исакову судбину. Дуго времена провео је у затвору. На крају је његова тетка, Теодора Комнин, краљица Јерусалима, током афере са Андроником I Комнином (1183-1185) убедила новог цара да плати откуп за Исака. Константин Макродука, царев присталица и Исаков ујак, платио је део откупа. Јермени су 1185. године ослободили Исака. Део новца Исак је искористио да ангажује плаћеничке трупе са којима је отишао на Кипар. Тамо је, преко фалсификованих писама, убедио локалну администрацију да је он нову управник острва. Андроник је наредио да се Исак и Константин Макродука ухапсе због издаје. Исак је на Кипру основао независну патријаршију. Патријарх га је 1185. године крунисао за цара. Нови цар, Исак II Анђео, је по доласку на власт послао флоту од 70 бродова под командом Јована Контостефана и Алексија Комнина да уклоне Исака. Међутим, пошто су се војници искрцали на острво, Маргарет од Бриндизија, гусар у служби сицилијанског краља Виљема II, запленио је њихове бродове. Исак или Маргарит поразили су византијску војску и на копну и заробили вође који су одведени на Сицилију.
Исак је након преузимања власти, према Хонијату, започео са пљачком Кипра, силовањем жена, наметањем драконских казни за ситне злочине и крађом имовине грађана Кипра. Хонијат описује да је "кључао од беса као чајник на ватри". Виљем Сицилијански помагао му је да се одржи на власти, а такође је Исак био блиско повезан са Саладином, ајубидским владарем Египта и Сирије.

## Трећи крсташки рат
Енглески краљ Ричард I Плантагенет је 1189. године кренуо у крсташки рат. Трећи крсташки рат изазван је Саладиновим освајањем Јерусалима 1187. године. Беренгарија од Наваре и Џоана Енглеска, краљева жена и ћерка, доживеле су бродолом у близини Кирпа. Исак их је бацио у тамницу. Краљ Ричард је у знак одмазде освојио Кипар на свом путу ка Тиру. Ричард је заробио Исака на најсевернијој тачки Кипра. Према легенди, Ричард је обећао Исаку да га неће бацити у гвоздене окове. Због тога га је оковао у сребрне окове. Ричард је Исака предао Хоспиталцима који су га затворили у Маргат код Триполија. Ричард је по повратку из Свете земље заробљен од стране Леополда V Аустријског и продат Хенрику VI, цару Светог римског царства. Исака је поново ослободила тетка Теодора. Он те потом отпутовао у Румски султанат где је покушао да придобије султана против новог византијског цара, Алексија III. Међутим, Исак је умро од тровања 1195. или 1196. године не стигавши да поведе борбу за круну.